# Aranymellényes fakúszó kenguru
Az aranymellényes fakúszó kenguru (Dendrolagus pulcherrimus) a Diprotodontia rendjéhez, ezen belül a kengurufélék (Macropodidae) családjához és a fakúszó kenguruk (Dendrolagus) nemhez  tartozó faj.

## Elterjedése
Az aranymellényes fakúszó kenguru Új-Guinea területén, a Pápua Új-Guineához tartozó Torricelli-hegységben honos, emellett feltételezések szerint a Foja-hegységben és a Prince Alexander-hegységben is élhetnek példányai.

## Megjelenése
Barna gyűrűs farka van. Gesztenyebarna bundája van.

## Életmódja
Hajtásokkal, levelekkel, gyümölcsökkel táplálkozik.

## Természetvédelmi állapota
Az IUCN vörös listáján a kihalófélben kategóriába sorolja.